# Kerk van Visvliet
De Hervormde kerk van Visvliet is een gepleisterd eenbeukig kerkgebouw, met een driezijdig gesloten priesterkoor en een dakruiter, in het dorp Visvliet in het westen van de provincie Groningen.
De kerk was oorspronkelijk gewijd was aan de heilige Gangulfus. Na de reductie van Groningen in 1594 werd de kerk Nederlands hervormd.

## Geschiedenis

### Onduidelijke voorgeschiedenis
Na het leggen van de dijk tussen Ter Luine en Pieterzijl werd door het cisterciënzer klooster Jeruzalem uit Gerkesklooster een uithof (Fries) of voorwerk (Gronings) gesticht op de plek van het huidige dorp Visvliet. Wanneer dit gebeurde is onbekend. De bedijking werd oorspronkelijk gedacht te zijn uitgevoerd rond 1315, maar tegenwoordig wordt gedacht dat deze later heeft plaatsgevonden. Wellicht moet het ontstaan van Visvliet eerder in de buurt van 1400 worden geplaatst.
Tot 1987 werd gedacht dat de kerk van Visvliet een voorganger heeft gehad die tussen 1370 en 1387 door wateroverlast (gedacht werd aan een overstroming door de zee, maar grote overstromingen tussen 1377 en 1387 rond de Lauwers zijn niet bekend) zou zijn vervallen, waarop de kerkelijke bevolking een tijdlang bij Augustinusga werd geplaatst. Tegenwoordig wordt echter gedacht dat de Gangulfus waarover in het centrale document uit 1387 wordt gesproken in werkelijkheid verwijst naar het in de IJzermieden gelegen dorp Sint Gangolf (Gangulfus), dat in die tijd op het kerkhof na werd opgegeven. Van dit kerkhof, dat later vergraven werd, of kerk zijn geen resten teruggevonden.

### De huidige kerk
In 1427, zo getuigt een gedenksteen in de westgevel van de huidige kerk verrees in opdracht van het klooster het huidige laat-gotische kerkgebouw, dat volgens een laat-15e-eeuws document aan Gangulfus was gewijd. Het is onbekend of er vroeger ook een toren bij heeft gestaan, maar gezien de geringe omvang van de dakruiter in relatie tot de kerk wordt dit wel vermoed. Kort na de bouw werd de kerk verlengd in de richting van het oosten. Deze verbouwing was eveneens in opdracht van het klooster Jeruzalem. In het koor bevindt zich een gedenksteen met een tekst over de roggeprijzen in 1557 (herinnerend aan een periode van extreme duurte) en de wapens van Gerhardus Wiltinck van Dwingel. In 1580 ging Friesland (dat de heerlijke rechten over Visvliet in bezit had) over op het protestantisme. In 1595 wordt de eerste protestantse predikant genoemd. De dakruiter zal misschien uit de 17e eeuw stammen, daar de klok in 1630 werd gegoten door Hans Falck en de windvaan (in de vorm van een vis) erbovenop het jaartal 1693 draagt. Een andere windvaan in de vorm van een schip is geplaatst op de nok van het priesterkoor. Rond 1700 werden de rondbogige vensters geplaatst en in 1768 werd de dakruiter vernieuwd. Volgens een gevelsteen boven de ingang zou de kerk in 1873 van buiten zijn gepleisterd (vaak werd dit gedaan om de slechte staat van het gebouw te verbergen), waarbij de voegen werden teruggebracht zodat het leek alsof de kerk uit natuursteen was opgetrokken. Volgens andere bronnen zou dit in de jaren vanaf 1885 zijn gebeurd; eerst de west- en zuidgevel en daarna de andere gevels van de kerk.
In de Tweede Wereldoorlog werd de torenklok meegenomen naar Duitsland, maar Nederlanders die bij het transport betrokken waren gooiden hem, met een aantal andere klokken, stiekem in een sloot om te voorkomen dat deze zouden worden omgesmolten. Hierbij ontstond een scheur in de klok. In 1946 werd de klok geretourneerd, vervolgens gerestaureerd en in 1948 weer teruggehangen.
Rondom de kerk stond vroeger een muur met ringen waaraan het vee kon worden vastgemaakt dat tijdens de jaarlijkse veemarkt op 1 mei werd verhandeld. Later werd de muur vervangen door het smeedijzeren hekwerk.
Door de afscheiding in 1834 en de latere stichting van de gereformeerde kerk in het dorp in 1933 nam het aantal hervormden af, totdat de kerkgemeente in 1955 besloot samen te gaan met de kerk van Grijpskerk. Diensten werden er daarna nog wel gehouden, maar eind jaren 1970 bedroeg de voltallige bezetting inclusief organist en prediker nog maar ongeveer 30 kerkleden. In 1973, toen de kerk zwaar begroeid was met klimop, was die reeds overgedragen aan de Stichting Oude Groninger Kerken. Van 1979 tot 1980 werd het gebouw gerestaureerd, waarbij de niet-originele vloer werd vervangen door vloertegels. Hoewel de inwoners van Visvliet eigenlijk de kerk het liefst zonder pleisterwerk hadden gezien, weigerde de Stichting Oude Groninger Kerken deze te verwijderen.
De PKN-gemeente Grijpskerk e.o. gebruikt het gebouw soms nog voor diensten. Verder worden er tentoonstellingen gehouden en culturele manifestaties.

## Interieur
In het gebouw bevinden zich vijf familiebanken, waarvan de oudste uit de tweede helft van de 17e eeuw stammen en waarvan een aantal met spijlenfriezen in het priesterkoor staan. Achter een van deze banken in het koor, de bank van de familie Hellinga, is de gevelsteen gemetseld met het jaartal 1557, de naam van de abt en de roggeprijs. De reden van opname van deze prijs was waarschijnlijk dat deze erg hoog was en wijst op armoede in die tijd. De overige, eenvoudigere, kerkbanken zijn vroeg-19e-eeuws. De door Jan de Rijk rijk versierde preekstoel met klankbord en doophek dateert uit 1714 en heeft een afbeelding van een 'visje in de vliet' (de nabijgelegen Lauwers was rijk aan vis).
Het kerkorgel werd in 1869 gebouwd door Petrus van Oeckelen uit Harendermolen, mogelijk gemaakt door een legaat van Reitse Luitjens Terpstra destijds. In 1962 werd het orgel gerestaureerd door de orgelbouwer Mense Ruiter uit Groningen.

Het westelijk deel van de kerk, onder de dakruiter, was vroeger ook in gebruik als school. Het werd door een gang van de kerk gescheiden. De leerlingen en kerkgangers gebruikten echter wel dezelfde ingang. In het houtwerk zijn hier verschillende tekeningen van schepen gesneden. In 1857 werd de school in de kerk afgeschaft.

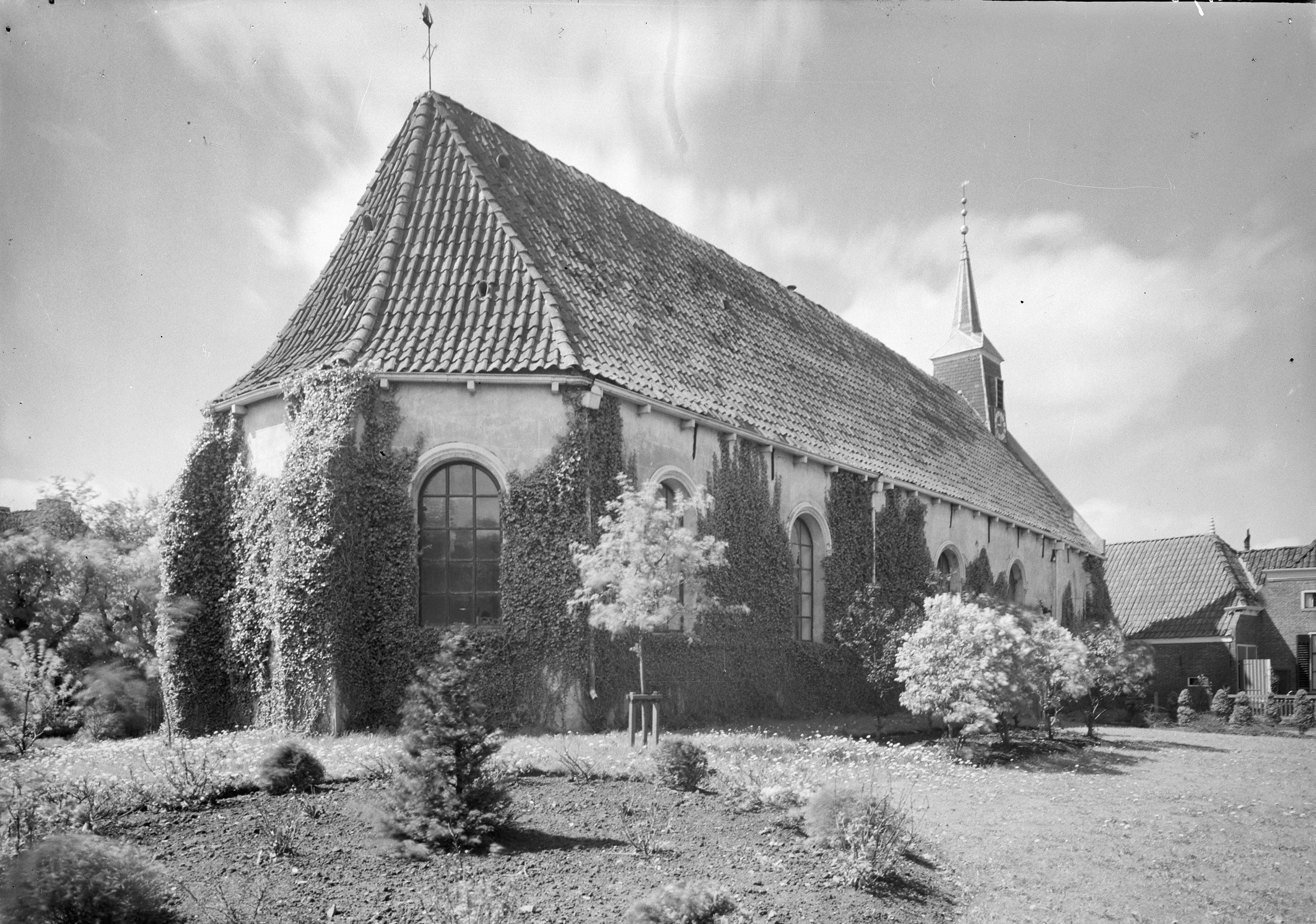
De kerk in 1942
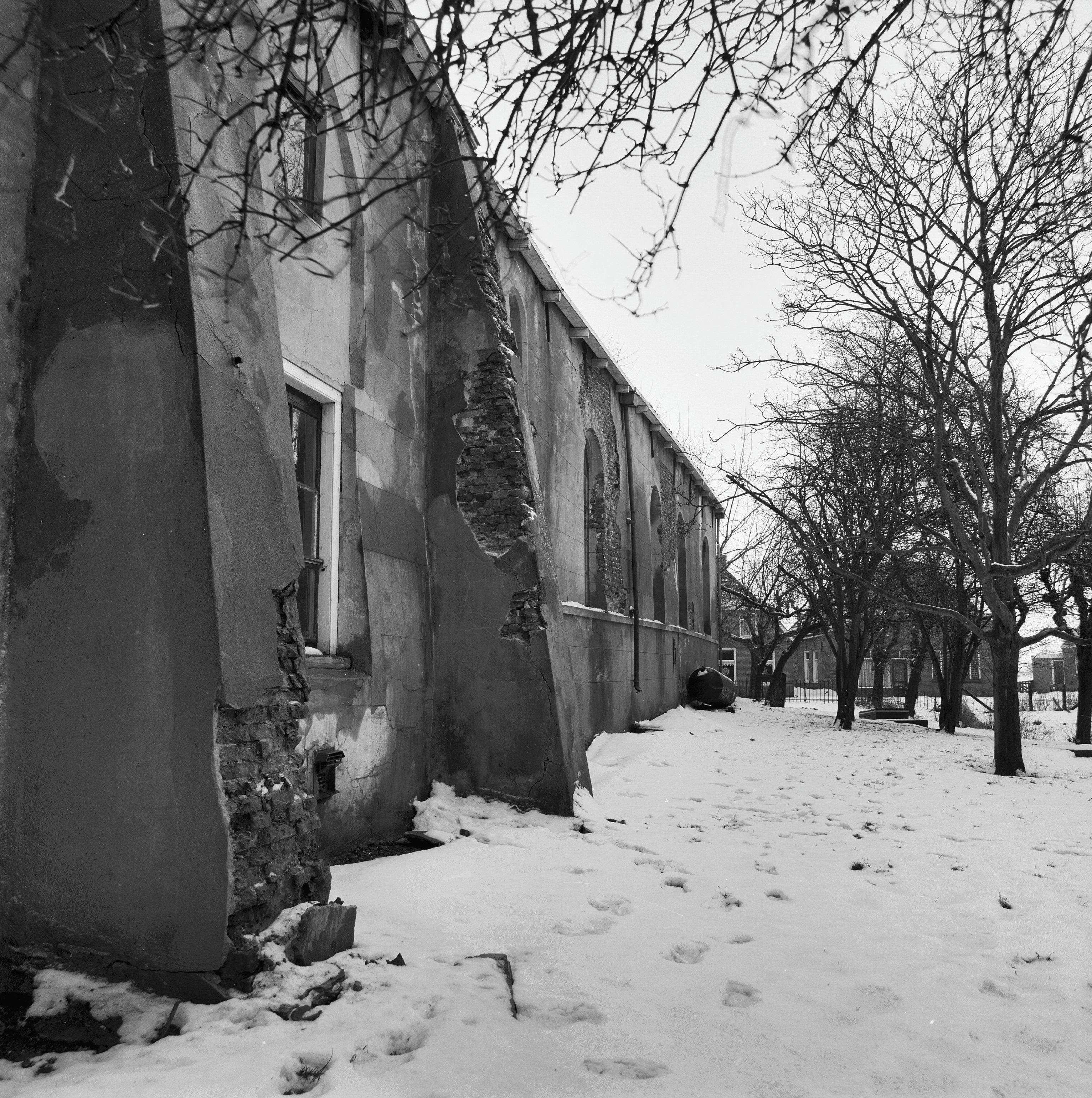
De zwaar vervallen kerk in 1979
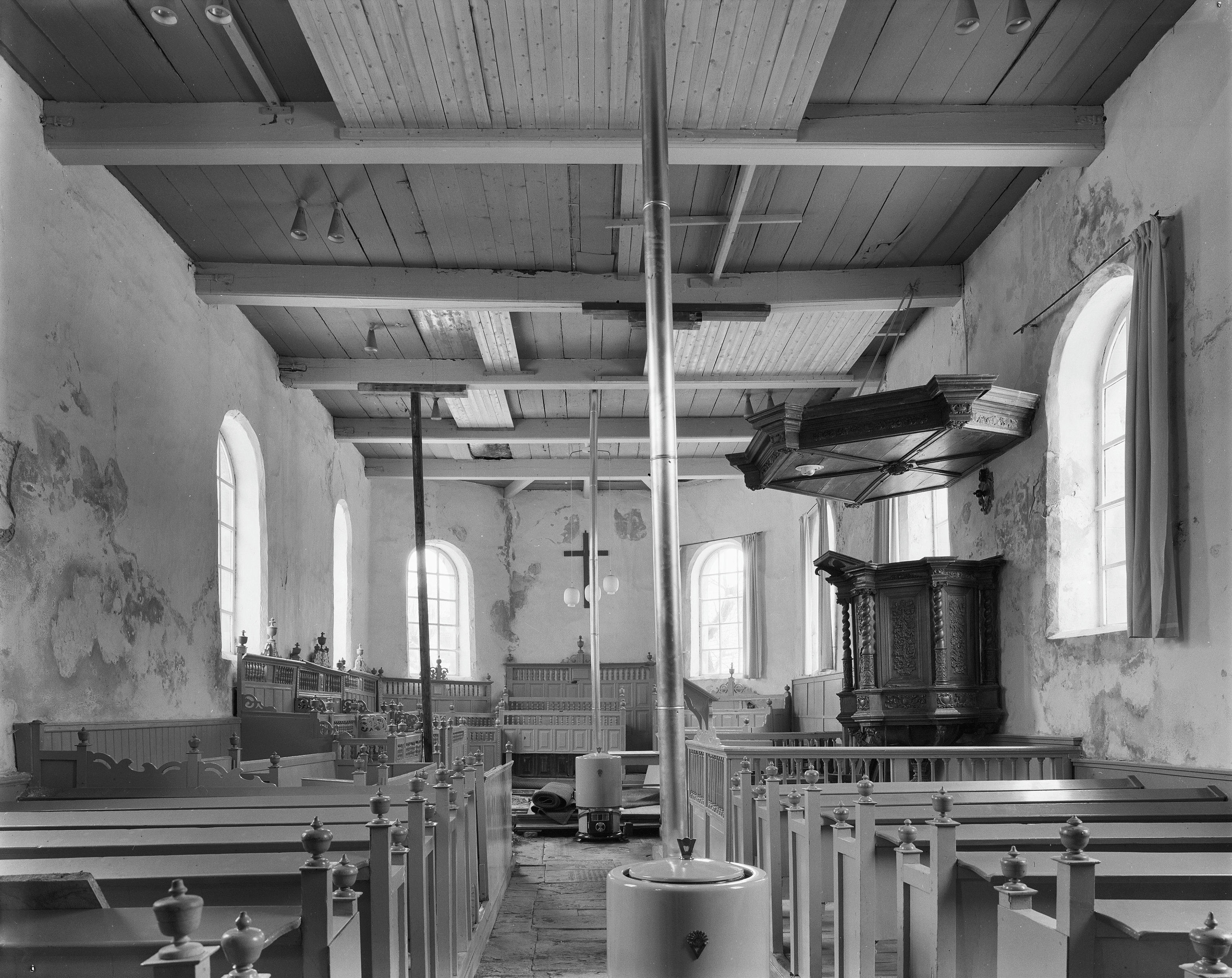
Interieur in 1979
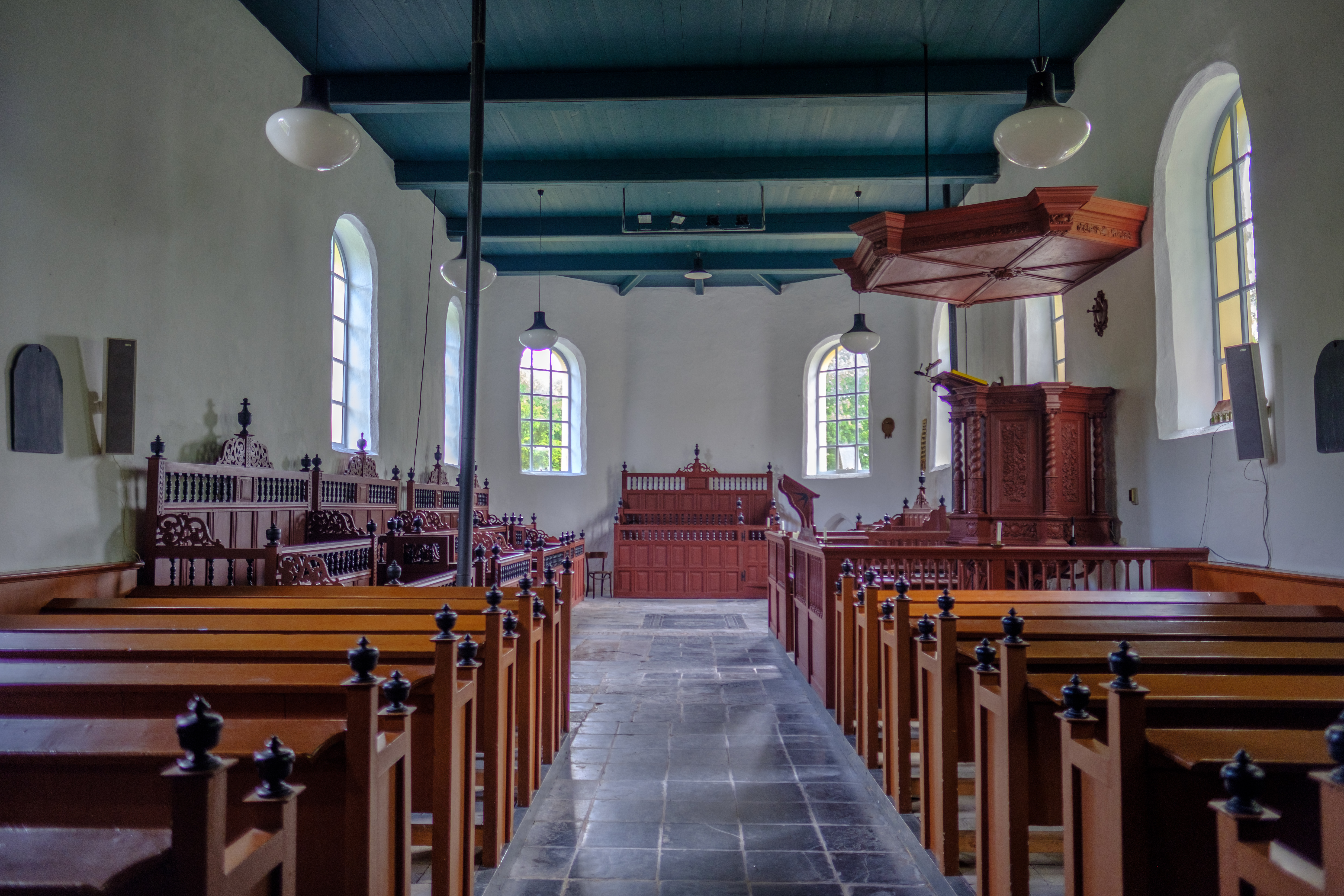
Interieur
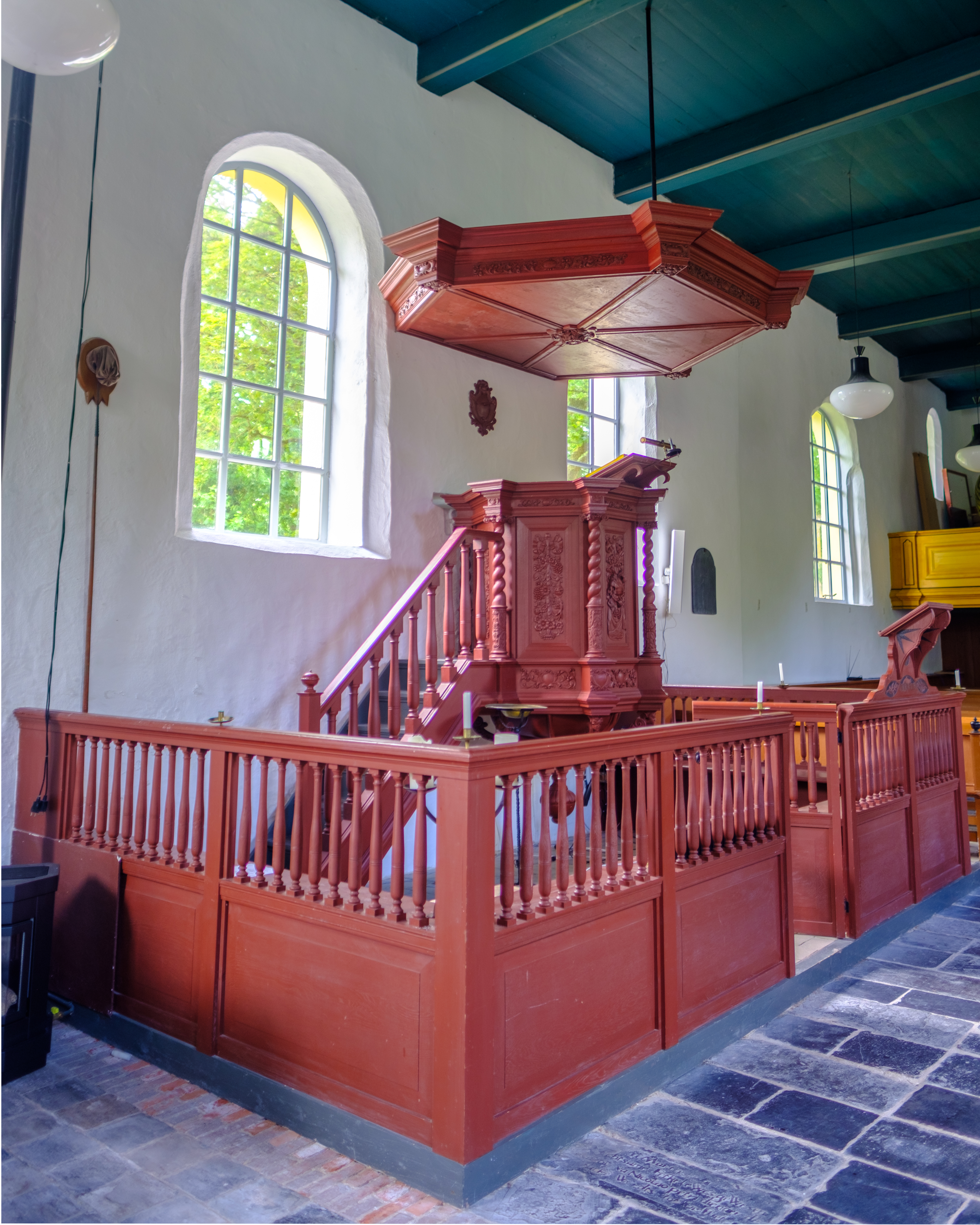
Dooptuin met kansel
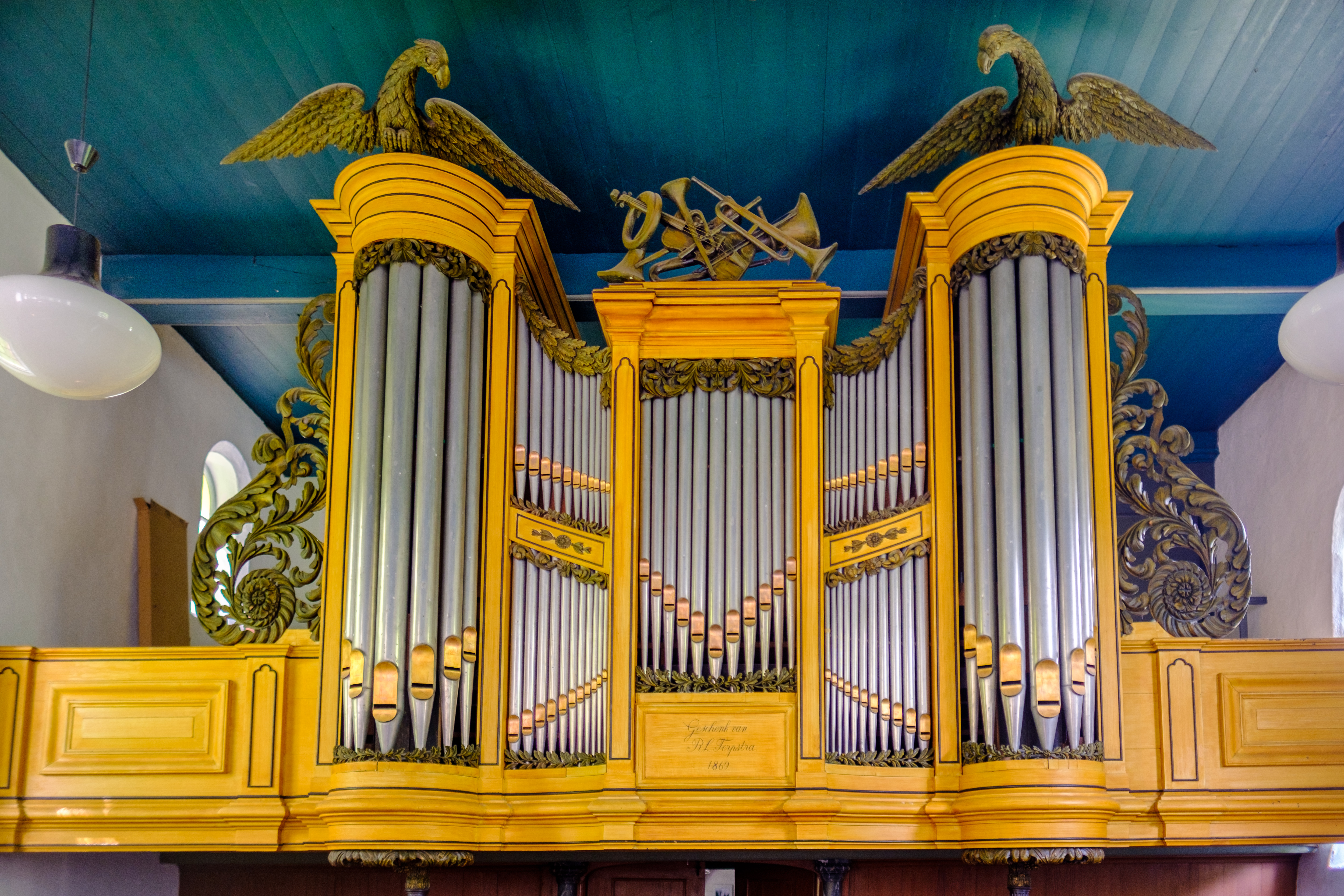
Het Van Oeckelenorgel uit 1869
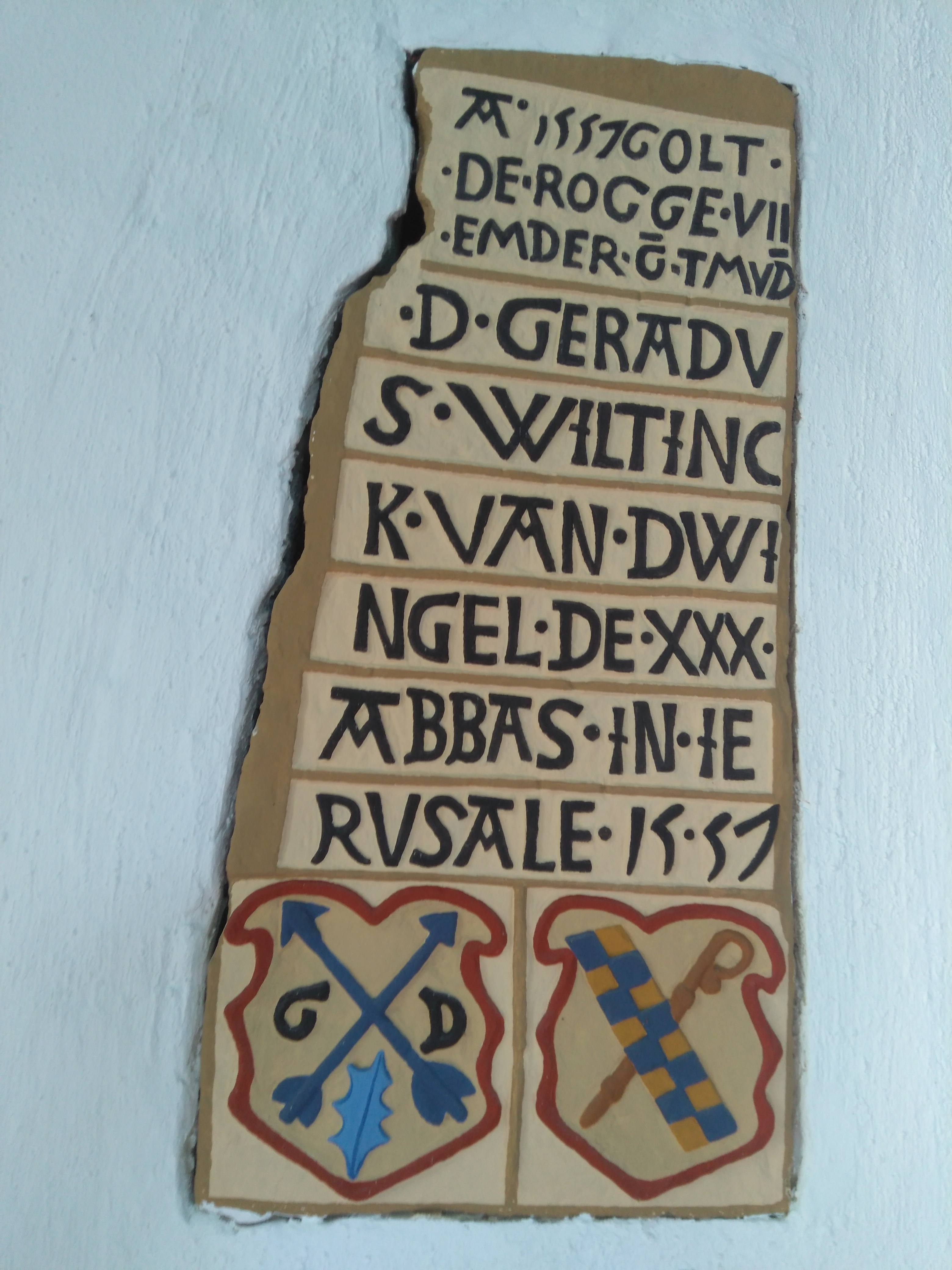
Gedenksteen aan de roggeprijs van 1557. Gerardus Wiltinck was de dertigste abt van het klooster Jeruzalem in Gerkesklooster.
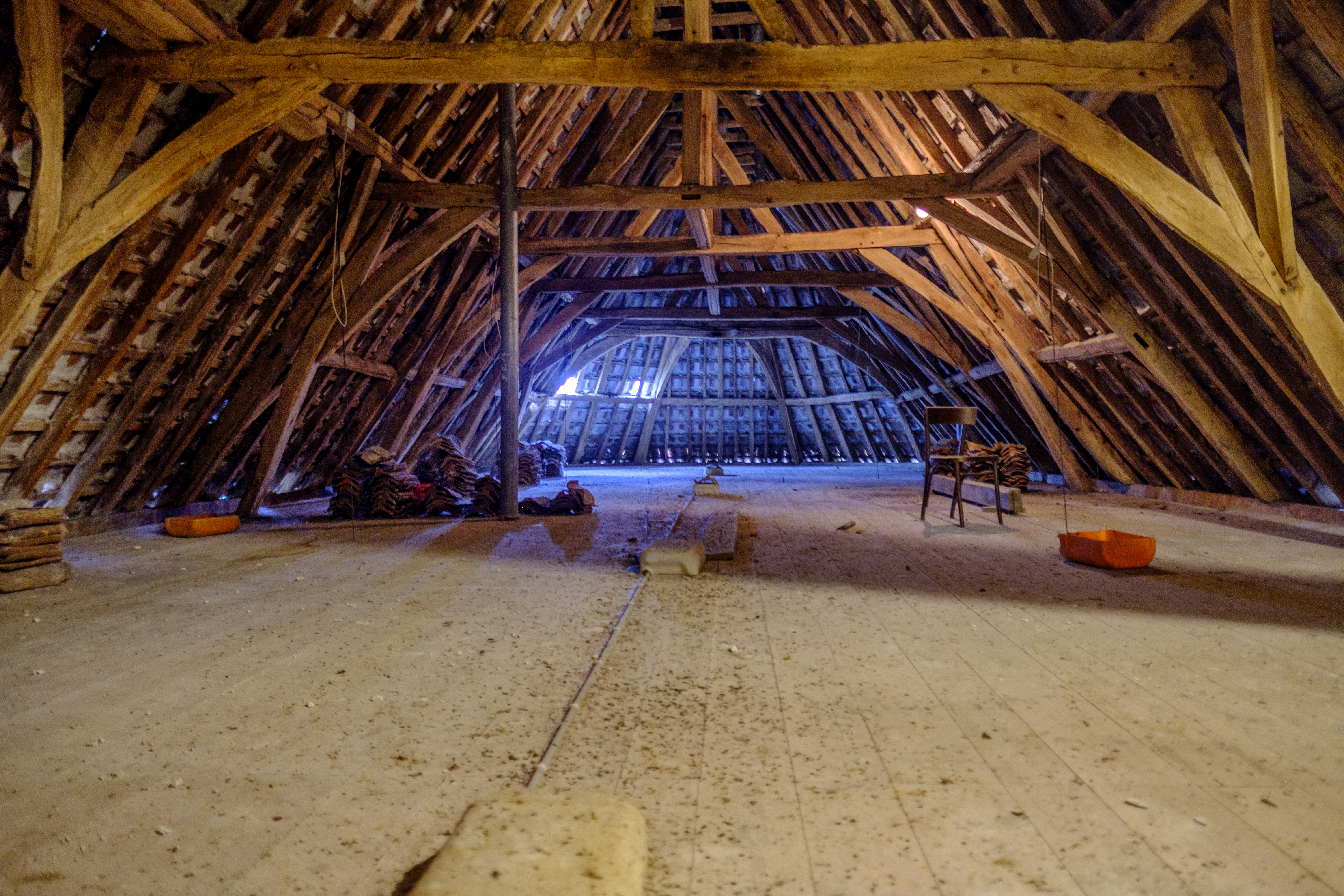
Kerkzolder met gebinten